# Sericesthis cinnamea
Sericesthis cinnamea är en skalbaggsart som beskrevs av Britton 1987. Sericesthis cinnamea ingår i släktet Sericesthis och familjen Melolonthidae. Inga underarter finns listade i Catalogue of Life.